# جک دانگوورث
جک دانگوورث (انگلیسی: Jack Dungworth؛ – ۱۹۳۶) بازیکن فوتبال بود.
از باشگاه‌هایی که در آن بازی کرده‌است می‌توان به باشگاه فوتبال شفیلد ونزدی اشاره کرد.